# Чаморро Варгас, Эмилиано
Эмилиа́но Чамо́рро Ва́ргас (исп. Emiliano Chamorro Vargas; 11 мая 1871 — 26 февраля 1966) — никарагуанский государственный деятель, генерал, один из лидеров Консервативной партии. В 1909—1910 вместе с генералом Х. Эстрадой развязал гражданскую войну против правительств Хосе Селайи и Хосе Мадриса. В 1910—1916 — посол Никарагуа в США, 5 августа 1914 подписал неравноправный договор с США о предоставлении США права строить ВМБ на о. Грей-Корн, Литл-Корн, в заливе Фонсека, а также строить и эксплуатировать межокеанский канал на территории Никарагуа.

## Биография
Внучатый племянник Фруто Чаморро (президент Никарагуа в 1853—1855 годах) и Педро Хоакина Чаморро (президент Никарагуа в 1875—1879 годах).
Впервые участвовал в общественно-политических событиях, когда он участвовал в Либеральной революции 1893 года в рядах консерваторов, проигравших в итоге Хосе Сантосу Селае. После смещения Селайи с поста президента в результате военного переворота в 1909 году он был назначен на должность председателя Учредительного собрания и был избран лидером Консервативной партии страны.
После его активного участия в разгроме восстания против президента Адольфо Диаса он был назначен послом Никарагуа в Соединенных Штатах. Был одним из главных действующих лиц при заключении выгодного США Договора Брайана — Чаморро.
По возвращении в 1916 году на родину при поддержки Соединенных Штатов был избран главой государства. В 1917—1920 годах — президент Никарагуа. На этом посту прилагал значительные усилия, чтобы расплатиться с кредиторами страны.
В 1921—1925 годах — посол в США. В 1923 году вновь баллотировался на пост президента, но проиграл Карлосу Солорсано.
В октябре 1925 года поднял мятеж против правительства Солорсано, в результате чего был назначен в ноябре главнокомандующим вооруженными силами Никарагуа. В январе-1926 года занимал пост вице-президента Никарагуа.
14 марта 1926 совершил военный переворот, потребовав удалить либералов из правительства. Переговоры между ним и Солорсано при участии бывшего президента Адольфо Диаса и посла США в Манагуа Чарльза Кристофера Эберхардта привели к тому, что президент удовлетворил требования мятежного генерала и назначил его главнокомандующим армией. Эмилиано Чаморро фактически получил контроль над страной. 2 мая 1926 года генерал Хосе Марии Монкада поднял в Блуфилдсе восстание против Эмилиано Чаморро. Однако через пять дней крейсер ВМС США «Кливленд» высадил в Блуфилдсе десант морской пехоты и правительственные части подавили выступление либералов. Генерал Монкада бежал в Гватемалу. Вскоре туда же из Мексики прибыл отстраненный от власти вице-президент Хуан Баутиста Сакаса, который назначил Монкаду командующим армией. В августе 1926 года Монкада высадился на никарагуанском побережье и с боем занял Пуэрто-Кабесас. Ему не удалось развить успех и добиться серьёзных побед над правительственными силами, но либералы получили стабильный плацдарм для дальнейшей борьбы за власть. К тому же Эмилиано Чаморро быстро утрачивал поддержку как своих сторонников среди консерваторов, так и в США. В октябре в порту Коринто на крейсере ВМС США «Денвер» под наблюдением поверенного в делах США Лоуренса Денниса и командующего морскими операциями в Карибском бассейне контр-адмирала Джулиана Лэйна Латимера собралось совещание противоборствующих никарагуанских сторон. Ситуация была не в пользу генерала и 11 ноября 1926 года он уступил пост президента Диасу.
С 1927 года возглавлял Консервативную партию, в 1936 году — после переворота Анастасио Сомосы был вынужден бежать из страны, вернулся после объявленной амнистии.
Первоначально выступавший против диктатуры Анастасио Сомосы, однако В 1950 году между Консервативной партией Э.Чаморро и Либеральной партией А. Сомосы были подписаны т. н. «пакты 50-го», которые установили, что в президенты Никарагуа могут избираться только члены семейства Сомосы Гарсиа. В обмен на это Консервативной партии было предоставлено несколько мест в Конгрессе. Это решение стоило ему поддержки многих радикальных членов Консервативной партии.
Портрет президента Эмилиано Чаморро Варгаса появляется в повести Ладислава Фукса «Крематор», опубликованной в 1967 году, и в экранизации Юрая Герца 1969 года.